# Ношер I (граф Бар-сюр-Об)
Ношер I (Nocher I de Bar-sur-Aube) (ум. 1019) – первый граф Бара-сюр-Об. Граф Суассона (по правам жены).
Сын Ашара, виконта де ла Ферте-сюр-Об. Брат Фулька, епископа Суассона в 998-1017. Упоминается в качестве графа в документе, датированном 1011 годом.
Жена – Аделиза. Согласно Acta Sanctorum - вдова Ги, графа Суассона,  дочь графа Гильберта (Гизельберта), и свадьба состоялась в 992 г.  Согласно Europäische Stammtafeln, Аделиза была не вдовой, а дочерью и наследницей Ги, графа Суассона.
Дети:
- Ношер II (ум. 1040), граф Бара-сюр-Об
- Ги
- Рено I (ум. 1057), граф Суассона.

В некоторых источниках сыном Ношера I называется Беральд (Беро), епископ Суассона (1021-1057).